# Quilmes (Stadt)
Quilmes ist ein Ort in der Provinz Buenos Aires im östlichen Argentinien. Er hat 230.810 Einwohner und ist der Hauptort des Partido Quilmes, das insgesamt etwa 520.000 Einwohnern (2001, INDEC) hat, und liegt am Ufer des Río de la Plata. Damit gehört Quilmes zu Gran Buenos Aires.
Der Name der Stadt erinnert an den Indianerstamm der Quilmes, der ursprünglich im Nordwesten des Landes lebte, von den Spaniern in der Kolonialzeit hierher deportiert wurde und faktisch ausstarb.
Bis in die 1980er Jahre hinein war die Stadt der Badeort der Bewohner von Buenos Aires, doch dann verhinderte die starke Verschmutzung des Flusses die weitere Nutzung als Ferienzentrum. Heute ist die Stadt vor allem wegen ihrer Bierbrauerei bekannt. Die Brauerei Quilmes wurde Ende des 19. Jahrhunderts von deutschen Einwanderern gegründet und ist heute die kommerziell erfolgreichste Argentiniens.
Quilmes ist Sitz des  römisch-katholischen Bistums Quilmes.

## Söhne und Töchter der Stadt
- Sergio Agüero (* 1988), Fußballspieler
- Mariano Berriex (* 1989), Fußballspieler
- Adrián Daniel Calello (* 1987), Fußballspieler
- Matías Cenci (* 1978), Fußballspieler
- Marcos Conigliaro (* 1942), Fußballspieler
- Sergio Crevatín (* 1980), Handballspieler
- Washington Cucurto (* 1973), Schriftsteller
- Ottavio Dazzan (1958–2024), argentinisch-italienischer Bahnradsportler
- Ignacio Deleón (* 1990), Fußballspieler
- José Ramos Delgado (1935–2010), Fußballspieler und -manager
- Horacio Elizondo (* 1963), Schiedsrichter bei der Fußball-Weltmeisterschaft 2006
- Leonardo Facundo Querín (* 1982), Handballspieler
- Hernán Fenner (* 1990), Fußballspieler
- William Henry Hudson (1841–1922), argentinisch-britischer Schriftsteller, Naturforscher und Ornithologe
- Diego Klimowicz (* 1974), Fußballspieler
- Sergio Martínez (* 1975), Profiboxer
- Fernando Miceli (* 1963), Sänger und Komponist
- Gustavo Oberman (* 1985), Fußballspieler
- Lucas Ocampos (* 1994), Fußballspieler
- Francisco Olazar (1885–1958), Fußballspieler und -trainer
- Matías Paredes (* 1982), Hockeyspieler
- Juan Pablo Paz (* 1995), Tennisspieler
- Oscar Pometti (* 1962), Tangosänger und Gitarrist
- Emanuel Rivas (* 1983), Fußballspieler
- Osvaldo Rivas (* 1936), Tangosänger
- Patricio Rodríguez (* 1990), Fußballspieler
- Juan Saladino (* 1987), Hockeyspieler
- Fernando Tissone (* 1986), Fußballspieler
- Alan Velasco (* 2002), Fußballspieler

## Sport

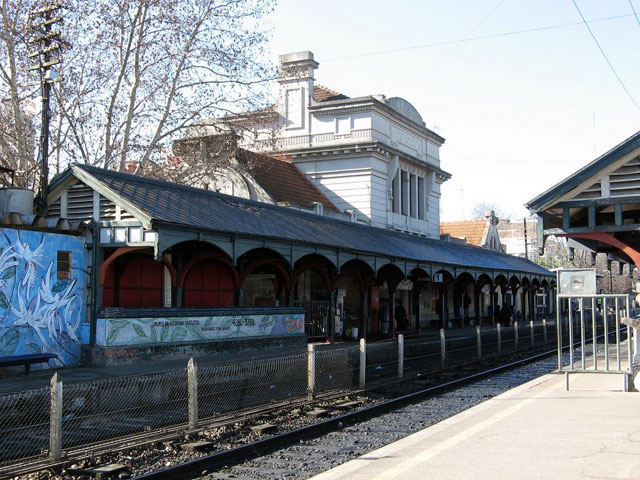
Bahnstation Quilmes

- Der Fußballverein Quilmes AC spielte 2012/13 in der argentinischen Fußballliga Primera División. Heimspiele werden ausgetragen im  Estadio Centenario Dr. José Luis Meiszner.
- Außerdem gibt es einen Drittligisten (Primera B; Stand 2024) namens Argentino de Quilmes.